# Xã Hillsdale, Quận Eddy, Bắc Dakota
Xã Hillsdale (tiếng Anh: Hillsdale Township) là một xã thuộc quận Eddy, tiểu bang Bắc Dakota, Hoa Kỳ. Năm 2010, dân số của xã này là 41 người.